# Politique en Eswatini
L’Eswatini est une monarchie absolue. Les pouvoirs exécutif, législatif et judiciaire sont concentrés dans les mains du roi (Ngwenyama) assisté du conseil des ministres et du parlement. La reine-mère (Ndlovukati), ou l’une des épouses du roi si cette dernière est décédée, est responsable des rituels nationaux et exerce la régence en cas de mort du roi et si son héritier n’est pas en mesure de gouverner.

## Contexte politique
La constitution du 6 septembre 1968 fut abrogée le 12 septembre 1973 en même temps que le roi Sobhuza II promulguait l’état d’urgence. Une nouvelle constitution fut promulguée le 13 octobre 1978 mais ne fit pas l’objet d’une consultation populaire.
En 2001, Mswati III nomma une commission chargée de rédiger une nouvelle constitution. Le projet publié en mai 2003 fut vivement critiqué à l’intérieur comme à l’extérieur du pays. Amnesty International, entre autres, émit les critiques suivantes :
- absence de protection des droits de conscience, de croyance, d’opinion, ainsi que de la liberté de réunion et d’association ;
- absence de protection de la vie, en particulier pas d’interdiction aux forces de l’ordre de faire usage d’armes létales en l’absence de menace vitale ;
- absence de compétence des tribunaux pour assurer le respect des droits économiques et sociaux ;
- protection seulement partielle des droits des femmes, en particulier contre les mariages forcés ;
- faible protection de l’indépendance de la justice, en particulier concernant la nomination, le mandat et le renvoi des juges.

Les deux principales organisations politiques, le Mouvement démocratique uni du peuple et le Congrès national libérateur Ngwane firent appel contre la nouvelle constitution à la Haute cour. La cour confirma cependant l’interdiction des formations politiques.

## Pouvoir exécutif
| Fonction         | Nom             | Parti | Depuis            |
| ---------------- | --------------- | ----- | ----------------- |
| Roi              | Mswati III      |       | 25 avril 1986     |
| Premier ministre | Vincent Mhlanga |       | 14 septembre 2018 |

Le Premier ministre nomme les ministres avec l’accord du roi. Le roi dispose d’un droit de veto sur les lois votées par le parlement.

## Pouvoir législatif
Le parlement est constitué de deux chambres : la Chambre de l'Assemblée (chambre basse) et le Sénat (chambre haute). La Chambre de l'Assemblée compte un nombre de membres variable, ne pouvant excéder 76. Actuellement, elle en compte 66. 55 sont élus de manière uninominale dans des circonscriptions (les tinkhundla), les autres sont nommés par le roi. Le Sénat compte 10 membres nommés par la Chambre de l'Assemblée et 20 par le roi.

## Partis politiques et élections
Les partis politiques sont interdits par la constitution du 13 octobre 1978. Tous les parlementaires sont élus hors parti. L’opposition boycotte d’ordinaire les élections.
Il existe néanmoins des partis politiques d'opposition, réprimés. Le Mouvement démocratique populaire unifié (PUDEMO, gauche, fondé en 1983), le Congrès libératoire national ngwane (gauche, fondé en 1963) et le Parti démocrate swazi (centre-gauche, fondé en 2011) sont les trois principaux. Il existe également un Parti communiste du Swaziland, fondé en 1994,,.